# Pleasant Hill (Illinois)
Pour les articles homonymes, voir Pleasant Hill.
Pleasant Hill est un village situé au sud du comté de Pike dans l'Illinois, aux États-Unis,. Il est incorporé le 15 juillet 1905.

## Démographie
Lors du recensement de 2010, le village comptait une population de 966 habitants. Elle est estimée, en 2016, à 940 habitants.

### Source de la traduction
- (en) Cet article est partiellement ou en totalité issu de l’article de Wikipédia en anglais intitulé « Pleasant Hill, Illinois » (voir la liste des auteurs).